# فرانسيس أبتون
فرانسيس أبتون (بالإنجليزية: Frances Upton)‏ هي ممثلة أمريكية، ولدت في 15 أبريل 1904، وتوفيت في 27 نوفمبر 1975.

## وصلات خارجية
- فرانسيس أبتون على موقع IMDb (الإنجليزية)
- فرانسيس أبتون على موقع أول موفي (الإنجليزية)
- فرانسيس أبتون على موقع قاعدة بيانات برودواي على الإنترنت (الإنجليزية)
- فرانسيس أبتون على موقع قاعدة بيانات الفيلم (الإنجليزية)
- فرانسيس أبتون على موقع كينوبويسك (الروسية)